# Time Without Consequence
Time Without Consequence is het eerste album van Alexi Murdoch. Het album kwam uit op 6 juni 2006. De nummers Song For You, Blue Mind en Orange Sky waren al verschenen op de in 2002 uitgebracht ep Four Songs.

## Tracklist
1. "All My Days" – 4:57
2. "Breathe" – 4:17
3. "Home" – 5:50
4. "Song For You" – 4:38
5. "Dream About Flying" – 4:50
6. "Wait" – 5:57
7. "Love You More" – 2:36
8. "Blue Mind" – 5:43
9. "Shine" – 7:46
10. "12" – 6:50
11. "Orange Sky" – 6:11